# Palacio de justicia del condado de Lucas (Iowa)
El Palacio de Justicia del condado de Lucas, ubicado en Chariton, Iowa, Estados Unidos, fue construido en 1893. Fue incluido en el Registro Nacional de Lugares Históricos en 1981 como parte del Recurso Temático de los Palacios de Justicia del Condado de Iowa. En 2014 se incluyó como propiedad contribuyente en el Distrito Histórico de Lucas County Courthouse Square. El palacio de justicia es el tercer edificio que el condado ha utilizado para funciones judiciales y administrativas del condado.

## Historia
El primer palacio de justicia del condado de Lucas se construyó con troncos de roble en 1850. El edificio de un piso y medio se construyó por $374 y se pagó con el fondo del lote municipal de Chariton. Medía 22 por 18 pies (6,7 por 5,5 m) y cal y arena rellenaron el espacio entre los troncos. El segundo palacio de justicia tenía una 50 pies cuadrados (4,6 m²) edificio cuya construcción costó entre $15.000 y $20.000. Su base estaba hecha de troncos. Después de diez años aparecieron múltiples grietas en los troncos y el juez Guard ordenó al sheriff que asegurara una iglesia para los procedimientos judiciales. Como el edificio no se derrumbó, el tribunal volvió a funcionar en el juzgado durante varios años más. El palacio de justicia actual fue aprobado por los votantes del condado en 1885. Se terminó de construir en 1894 y el reloj de la torre está en funcionamiento desde entonces.

## Arquitectura
El palacio de justicia fue construido con piedra arenisca rústica en estilo románico richardsoniano.  Fue diseñado por el estudio de arquitectura Foster & Liebbe de Des Moines y construido por GJ Stewart & Company de Chariton. El edificio presenta arcos de medio punto y arcos rebajados, torretas con tejados cónicos y remates.Las ventanas son verticales y estrechas. La torre estaba originalmente rematada por una aguja, con capiteles menores que la flanqueaban. El edificio es similar en estilo al Palacio de Justicia del condado de Wapello en Ottumwa, que también fue diseñado por Foster & Liebbe y completado el año anterior. La plaza en la que se encuentra el palacio de justicia se incluyó como sitio contribuyente en el Distrito Histórico de la Plaza del Palacio de Justicia del Condado de Lucas. Además del palacio de justicia, la plaza también es la ubicación del Memorial de la Guerra Civil (1916 -objeto contribuyente ), el Marcador del Sendero Mormón (1923-objeto contribuyente), un quiosco de música (c. 2000) y el Monumento a los Veteranos (c. 2000). La importancia del palacio de justicia se deriva de su asociación con el gobierno del condado y del poder político y prestigio de Chariton como sede del condado.